# Ordine di battaglia dell'operazione Barbarossa

## Germania
Germania

### Gruppo d'armate Nord (feldmaresciallo Wilhelm Ritter von Leeb)

#### 18ª armata (colonnello generale Georg von Küchler)
- I corpo d'armata (generale di fanteria Kuno-Hans von Both)
  - 1ª divisione di fanteria (maggiore generale Philipp Kleffel)
  - 11ª divisione di fanteria (tenente generale Herbert von Böckmann)
  - 21ª divisione di fanteria (maggiore generale Otto Sponheimer)
- XXVI corpo d'armata (generale di artiglieria Albert Wodrig)
  - 61ª divisione di fanteria (tenente generale Siegfried Haenicke)
  - 217ª divisione di fanteria (tenente generale Richard Baltzer)
- A disposizione della 18ª armata
  - 291ª divisione di fanteria (maggiore generale Kurt Herzog)
  - XXXVIII corpo d'armata (generale di fanteria Friedrich-Wilhelm von Chappuis)
  - 58ª divisione di fanteria (tenente generale Karl von Graffen)

#### IV gruppo corazzato (colonnello generale Erich Hoepner)
- XLI corpo d'armata motorizzato (generale di truppe corazzate Georg-Hans Reinhardt)
  - 1ª divisione corazzata (tenente generale Friedrich Kirchner)
  - 6ª divisione corazzata (maggiore generale Franz Landgraf)
  - 36ª divisione di fanteria motorizzata (tenente generale Otto-Ernst Ottenbacher)
  - 269ª divisione di fanteria (maggiore generale Ernst von Leyser)
- LVI corpo d'armata motorizzato (generale di fanteria Erich von Manstein)
  - 8ª divisione corazzata (maggiore generale Erich Brandenberger)
  - 3ª divisione di fanteria motorizzata (tenente generale Kurt Jahn)
  - 290ª divisione di fanteria (tenente generale Theodor Freiherr von Wrede)
- A disposizione del IV gruppo corazzato
  - divisione di fanteria motorizzata SS "Totenkopf" (SS gruppenfuhrer Theodor Eicke)

#### 16ª armata (colonnello generale Ernst Busch)
- II corpo d'armata (generale di fanteria Walter Graf von Brockdorff-Ahlefeldt)
  - 12ª divisione di fanteria (maggiore generale Walther von Seydlitz-Kurzbach)
  - 32ª divisione di fanteria (maggiore generale Wilhelm Bohnstedt)
  - 121ª divisione di fanteria (maggiore generale Otto Lancelle)
- X corpo d'armata (generale di artiglieria Christian Hansen)
  - 30ª divisione di fanteria (tenente generale Kurt von Tippelskirch)
  - 126ª divisione di fanteria (tenente generale Paul Laux)
- XXVIII corpo d'armata (generale di fanteria Mauritz von Wiktorin)
  - 122ª divisione di fanteria (maggiore generale Sigfrid Macholz)
  - 123ª divisione di fanteria (tenente generale Walter Lichel)
- A disposizione della 16ª armata
  - 253ª divisione di fanteria (tenente generale Otto Schellert)
- A disposizione del gruppo di armate nord
  - 207ª divisione di sicurezza (tenente generale Karl von Tiedemann)
  - 281ª divisione di sicurezza (tenente generale Bayer)
  - 285ª divisione di sicurezza (maggiore generale Wolfgang Edler Herr und Freiherr von Plotho)
- XXIII corpo d'armata (generale di fanteria Albrecht Schubert)
  - 206ª divisione di fanteria (tenente generale Hugo Höfl)
  - 251ª divisione di fanteria (tenente generale Hans Kratzert)
  - 254ª divisione di fanteria (tenente generale Walter Behschnitt)

### Gruppo d'armate Centro (feldmaresciallo Fedor von Bock)

#### III gruppo corazzato (colonnello generale Hermann Hoth)
- XXXIX corpo d'armata motorizzata (generale di truppe corazzate Rudolf Schmidt)
  - 7ª divisione corazzata (maggiore generale Hans Freiherr von Funck)
  - 20ª divisione corazzata (tenente generale Horst Stumpff)
  - 20ª divisione di fanteria motorizzata (maggiore generale Hans Zorn)
  - 14ª divisione di fanteria motorizzata (maggiore generale Friedrich Fürst)
- V corpo d'armata (generale di fanteria Richard Ruoff)
  - 5ª divisione di fanteria (maggiore generale Karl Allmendinger)
  - 35ª divisione di fanteria (tenente generale Fischer von Weikersthal)
- LVII corpo corazzato (generale di truppe corazzate Adolf-Friedrich Kuntzen)
  - 12ª divisione corazzata (maggiore generale Josef Harpe)
  - 19ª divisione corazzata (maggiore generale Otto von Knobelsdorff)
  - 18ª divisione di fanteria motorizzata (maggiore generale Friedrich Herrlein)
- VI corpo d'armata (generale di pionieri d'assalto Otto-Wilhelm Förster)
  - 6ª divisione di fanteria (tenente generale Helge Auleb)
  - 26ª divisione di fanteria (maggiore generale Walter Weiss)

#### 9ª armata (colonnello generale Adolf Strauß)
- VIII corpo d'armata (generale di artiglieria Walter Heitz)
  - 8ª divisione di fanteria (maggiore generale Gustav Höhne)
  - 28ª divisione di fanteria (generale di artiglieria Johann Sinnhuber)
  - 161ª divisione di fanteria (maggiore generale Hermann Wilck)
- XX corpo d'armata (generale di fanteria Friedrich Materna)
  - 162ª divisione di fanteria (tenente generale Hermann Franke)
  - 256ª divisione di fanteria (tenente generale Gerhard Kauffmann)
- A disposizione della 9ª armata
  - XXXXII corpo d'armata (generale di pionieri d'assalto Walter Kuntze)
  - 87ª divisione di fanteria (tenente generale Bogislav von Studnitz)
  - 129ª divisione di fanteria (maggiore generale Stephan Rittau)

#### 4ª armata (feldmaresciallo Günther von Kluge)
- VII corpo d'armata (generale di artiglieria Wilhelm Fahrmbacher)
  - 7ª divisione di fanteria (Eccard Freiherr von Gablenz)
  - 23ª divisione di fanteria (maggiore generale Heinz Hellmich)
  - 221ª divisione di sicurezza (tenente generale Johann Pflugbeil)
  - 258ª divisione di fanteria (maggiore generale Waldemar Henrici)
  - 268ª divisione di fanteria (maggiore generale Erich Straube)
- IX corpo d'armata (generale di fanteria Hermann Geyer)
  - 137ª divisione di fanteria (tenente generale Friedrich Bergmann)
  - 263ª divisione di fanteria (maggiore generale Ernst Haeckel)
  - 292ª divisione di fanteria (maggiore generale Martin Dehmel)
- XIII corpo d'armata (generale di fanteria Hans-Gustav Felber)
  - 17ª divisione di fanteria (generale di artiglieria Herbert Loch)
  - 78ª divisione di fanteria (tenente generale Curt Gallenkamp)
- XLIII corpo d'armata (generale di fanteria Gotthard Heinrici)
  - 131ª divisione di fanteria (maggiore generale Heinrich Meyer-Bürdorf)
  - 134ª divisione di fanteria (tenente generale Konrad von Cochenhausen)
  - 252ª divisione di fanteria (tenente generale Diether von Boehm-Bezing)
- A disposizione della 4ª armata
  - 286ª divisione di sicurezza (tenente generale Müller)

#### II gruppo corazzato (colonnello generale Heinz Guderian)
- XLVII corpo d'armata motorizzato (generale di artiglieria Joachim Lemelsen)
  - 17ª divisione corazzata (tenente generale Hans-Jürgen von Arnim)
  - 18ª divisione corazzata (maggiore generale Walther Nehring)
  - 29ª divisione di fanteria motorizzata (maggiore generale Walter von Boltenstern)
  - 167ª divisione di fanteria (tenente generale Hans Schönhärl)
- XLVI corpo d'armata motorizzato (generale di truppe corazzate Heinrich von Vietinghoff)
  - 10ª Divisione corazzata (tenente generale Ferdinand Schaal)
  - Divisione corazzata SS "Das Reich" (SS gruppenführer Paul Hausser)
  - Reggimento di fanteria motorizzata  Großdeutschland (Obersturmfuhrer Wilhelm von Stockhausen)
- XII corpo d'armata (generale di fanteria Walter Schroth)
  - 31ª divisione di fanteria (maggiore generale Kurt Kalmukoff)
  - 34ª divisione di fanteria (tenente generale Hans Behlendorff)
  - 45ª divisione di fanteria (maggiore generale Fritz Schlieper)
- XXIV corpo d'armata motorizzato (generale di cavalleria Freiherr Geyr von Schweppenburg)
  - 1ª divisione di cavalleria (maggiore generale Kurt Feldt)
  - 3ª divisione corazzata (tenente generale Walter Model)
  - 4ª divisione corazzata (maggiore generale Willibald Freiherr von Langermann und Erlencamp)
  - 10ª divisione di fanteria motorizzata (tenente generale Friedrich-Wilhelm von Löper)
  - 267ª divisione di fanteria (maggiore generale Friedrich-Karl von Wachter)
- A disposizione del II gruppo corazzato
  - 255ª divisione di fanteria (tenente generale Wilhelm Wetzel)

### Gruppo d'armate Sud (feldmaresciallo Gerd von Rundstedt)

#### 6ª armata (feldmaresciallo Walter von Reichenau)
- XVII corpo d'armata (generale di fanteria Werner Kienitz)
  - 56ª divisione di fanteria (maggiore generale Karl von Oven)
  - 62ª divisione di fanteria (generale di artiglieria Walter Keiner)
- XLIV corpo d'armata (generale di fanteria Friedrich Koch)
  - 9ª divisione di fanteria (maggiore generale Joachim Freiherr von Schleinitz)
  - 297ª divisione di fanteria (tenente generale Max Pfeffer)
- A disposizione della 6ª armata
  - LV corpo d'armata (generale di fanteria Erwin Vierow)
  - 168ª divisione di fanteria (tenente generale Hans Mundt)
  - 213ª divisione di sicurezza (tenente generale Rene de L'Homme de Courbiere)

#### I gruppo corazzato (colonnello generale Ewald von Kleist)
- XLVIII corpo d'armata motorizzato (generale di truppe corazzate Werner Kempf)
  - 11ª divisione corazzata (maggiore generale Ludwig Crüwell)
  - 257ª divisione di fanteria (tenente generale Karl Sachs)
  - 75ª divisione di fanteria (tenente generale Ernst Hammer)
- XLIX corpo d'armata (generale di fanteria Hans von Obstfelder)
  - 16ª divisione corazzata (tenente generale Hans-Valentin Hube)
  - 111ª divisione di fanteria (tenente generale Otto Stapf)
  - 299ª divisione di fanteria (maggiore generale Willi Moser)
- III corpo d'armata motorizzato (generale di cavalleria Eberhard von Mackensen)
  - 13ª divisione corazzata (generale Friedrich-Wilhelm von Rothkirch und Panthen)
  - 14ª divisione corazzata (maggiore generale Friedrich Kühn)
  - 44ª divisione di fanteria (tenente generale Friedrich Siebert)
  - 298ª divisione di fanteria (maggiore generale Walther Graeßner)
- A disposizione del I gruppo corazzato 
  - 60ª divisione di fanteria motorizzata (tenente generale Friedrich-Georg Eberhardt)

#### 17ª armata (generale di fanteria Karl-Heinrich von Stülpnagel)
- IV corpo d'armata (generale di fanteria Viktor von Schwedler)
  - 295ª divisione di fanteria (tenente generale Herbert Geitner)
  - 262ª divisione di fanteria (generale di artiglieria Edgar Theißen)
- LII corpo d'armata (generale di fanteria Kurt von Briesen)

#### 11ª armata (colonnello generale Eugen Ritter von Schobert)
- XI corpo d'armata (generale di fanteria Joachim von Kortzfleisch)
  - 76ª divisione di fanteria (tenente generale Maximilian de Angelis)
  - 239ª divisione di fanteria (tenente generale Ferdinand Neuling)
- XXX corpo d'armata (generale di fanteria Hans von Salmuth)
  - 198ª divisione di fanteria (maggiore generale Hans Röttiger)
- LIV corpo d'armata (generale di cavalleria Erik Hansen)
  - 50ª divisione di fanteria (tenente generale Karl-Adolf Hollidt)
  - 170ª divisione di fanteria (maggiore generale Walter Wittke)
- A disposizione dell'11ª armata
  - 22ª divisione di fanteria (tenente generale Hans Emil Otto Graf von Sponeck)
  - 72ª divisione di fanteria (tenente generale Franz Mattenklott)

#### 4ª Armata rumena (Gen. C.A. Nicolae Ciupercă)
- III Corpo d'armata (Gen. D. Atanasiu)
- V Corpo d'armata (Gen. C.A. Leventi)
- XI Corpo d'armata (Gen. D. Aurelian)
- Comando aereo della 4ª armata

## Galleria d'immagini

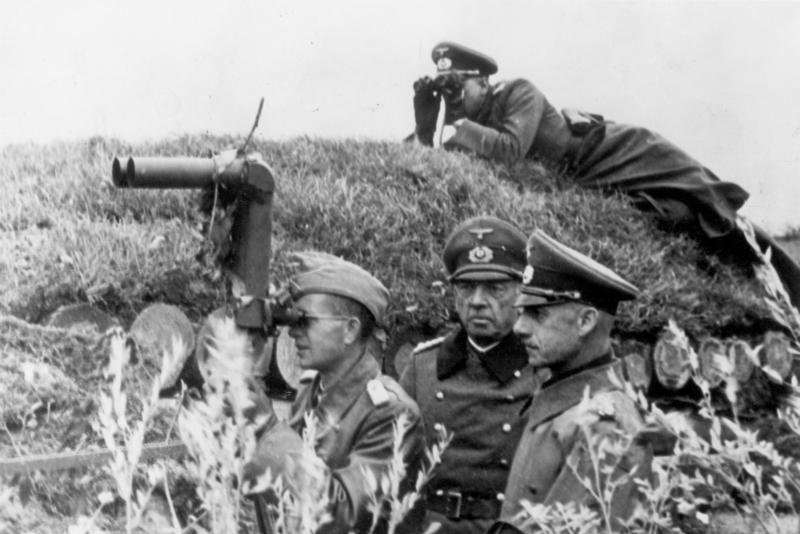
Il feldmaresciallo Wilhelm Ritter von Leeb (a destra), insieme al generale Georg von Küchler (al centro) nell'ottobre del 1941
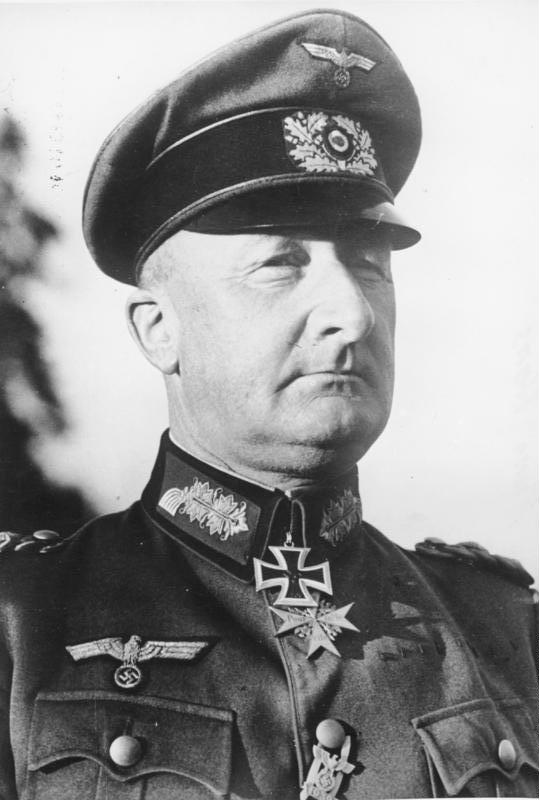
Il generale Kuno-Hans von Both, comandante del I corpo d'armata
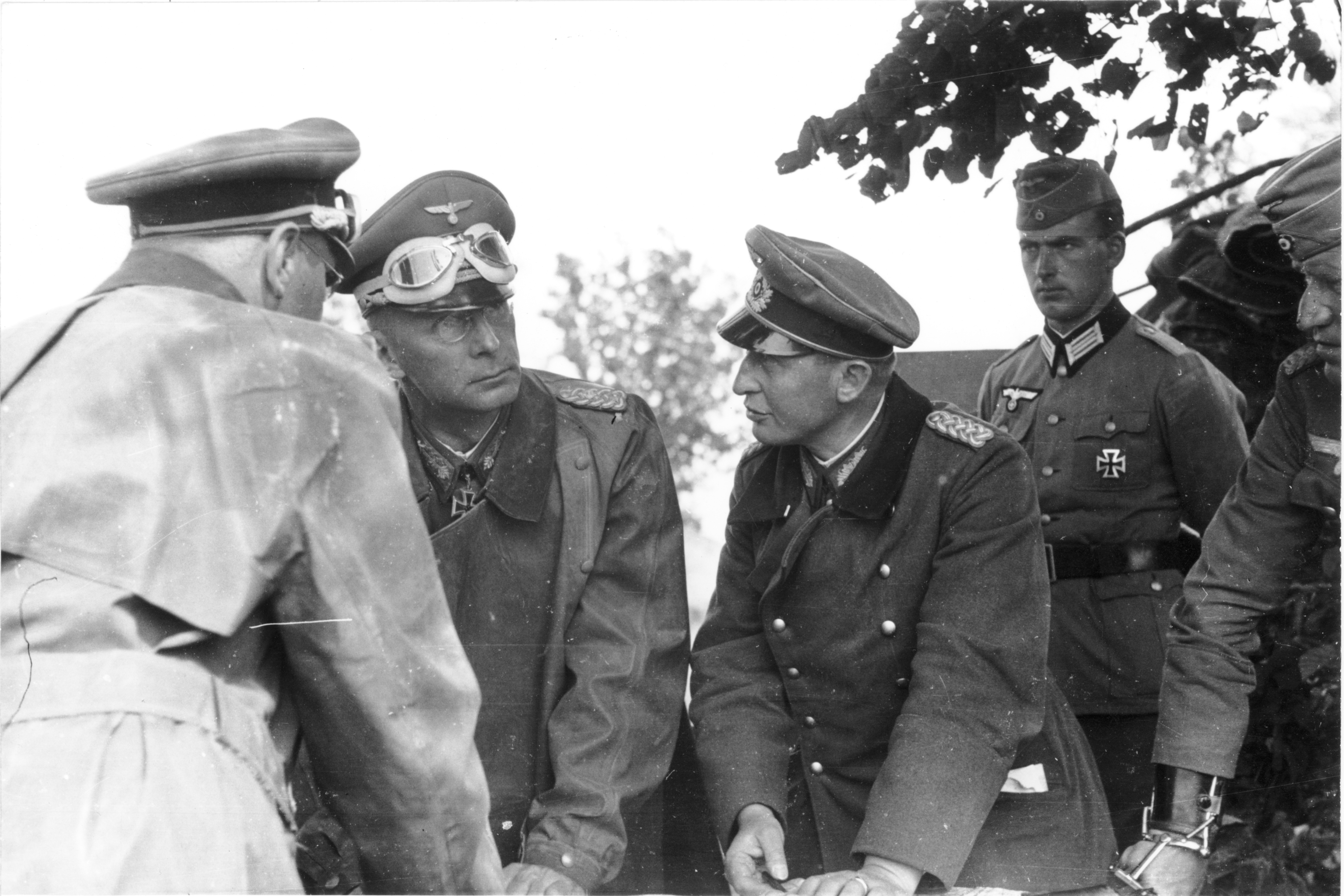
Il generale Georg-Hans Reinhardt (al centro), comandante del XLI Panzerkorps, a colloquio con il generale Walter Krüger, comandante della 1. Panzer-Division
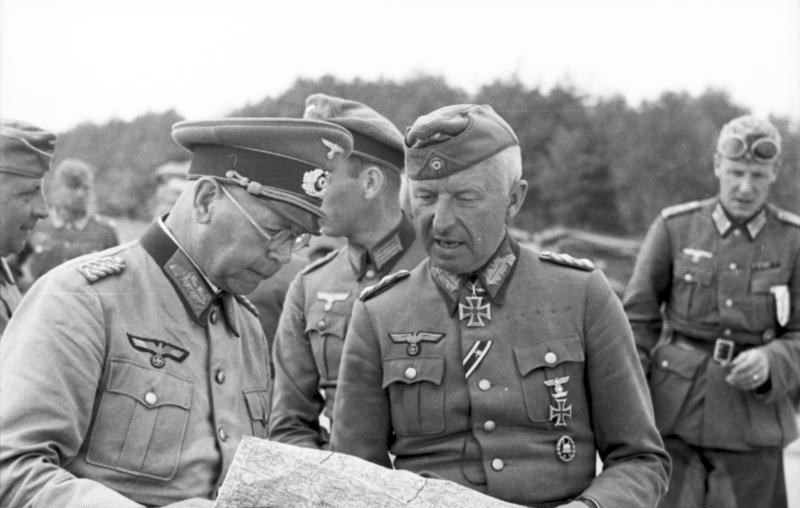
Il generale Erich von Manstein (a destra), comandante del LVI corpo d'armata motorizzato sul fronte nord, a colloquio con il generale Erich Brandenberger, comandante della 8. Panzer-Division
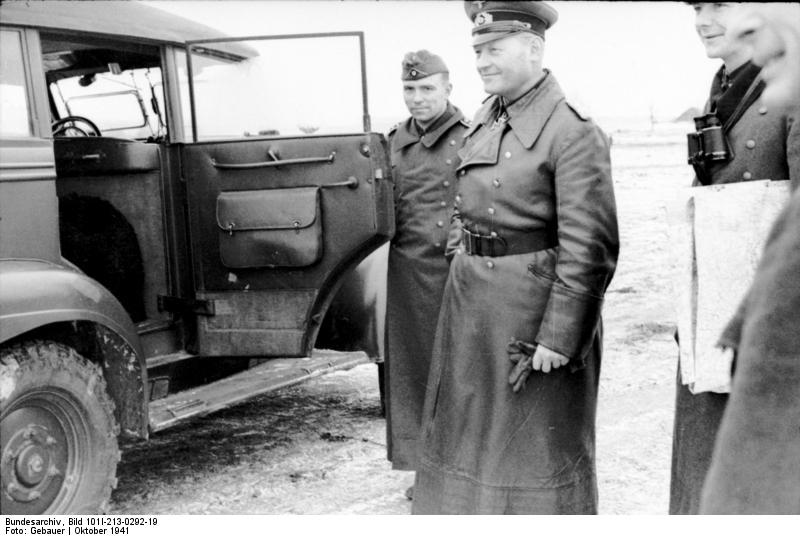
Il generale Erich Hoepner durante l'operazione Barbarossa
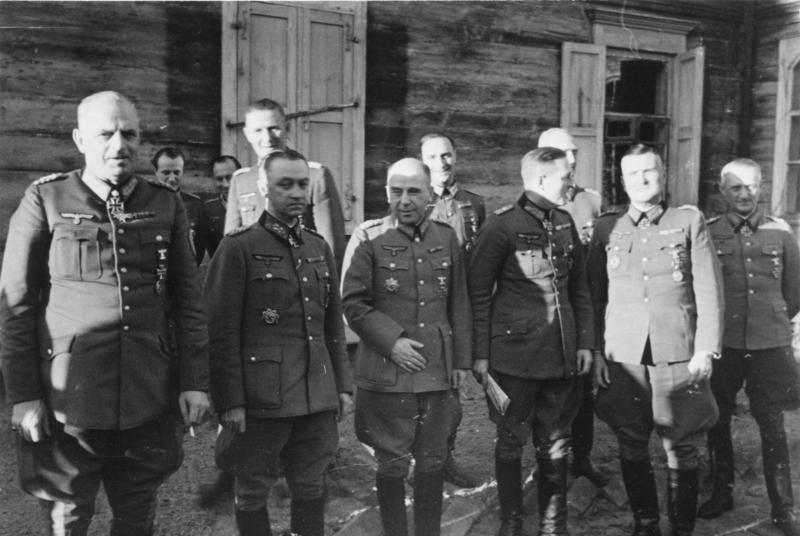
Il generale Ernst Busch (primo a sinistra) in Unione Sovietica nel maggio del 1944
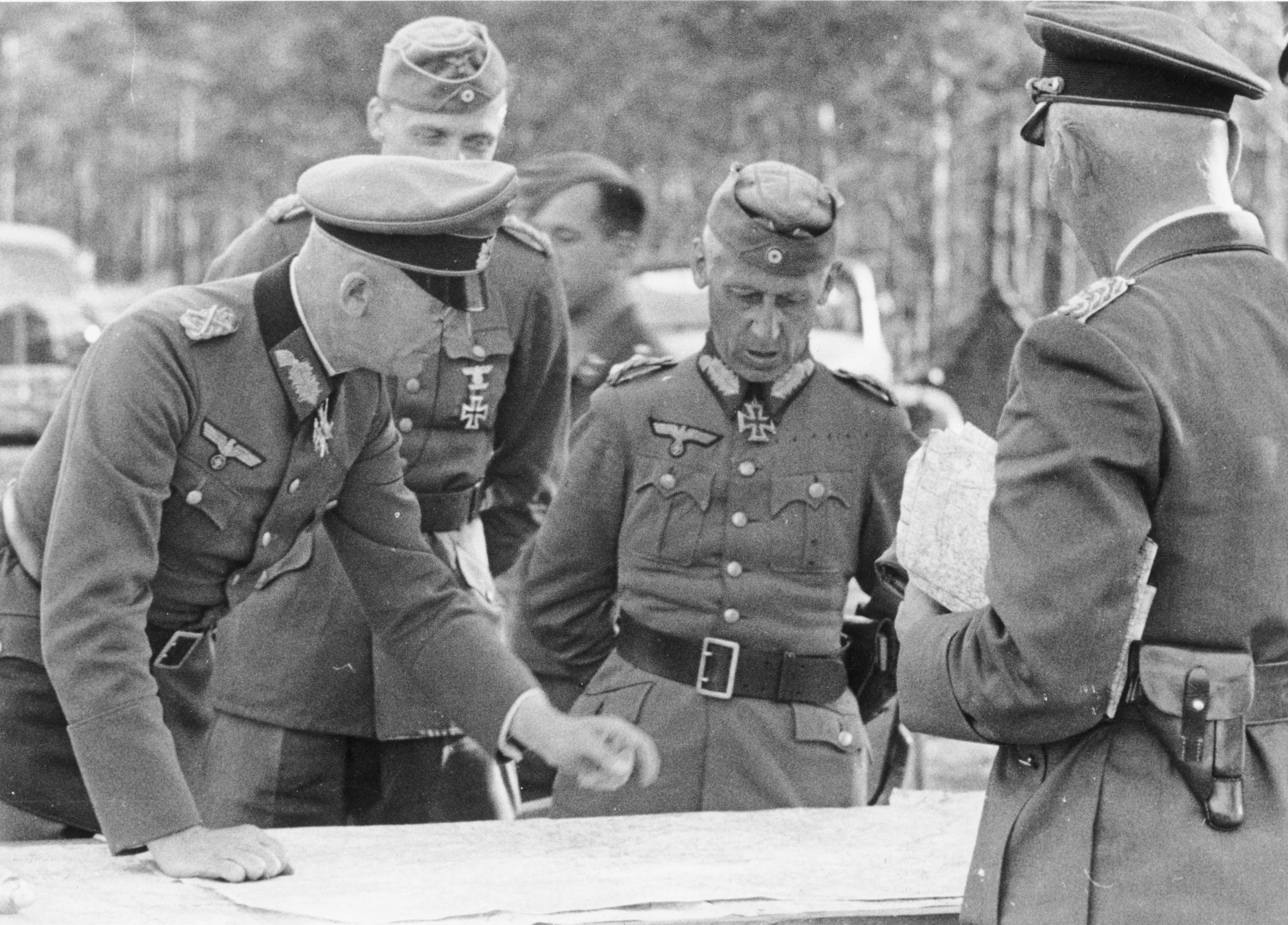
Il feldmaresciallo Fedor von Bock (a sinistra), insieme al generale Hermann Hoth (al centro) nel periodo precedente alla battaglia di Mosca
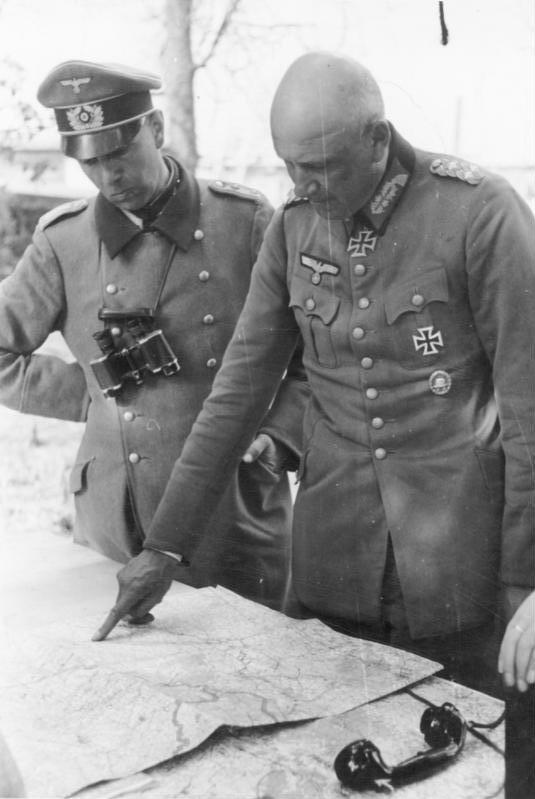
Il generale Adolf Strauß nei primi giorni dell'operazione Barbarossa
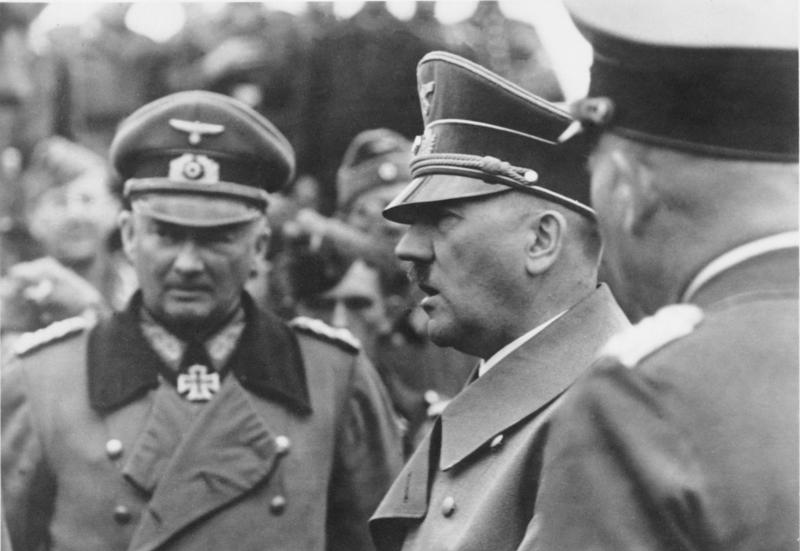
Il feldmaresciallo Günther von Kluge (a sinistra), insieme ad Adolf Hitler
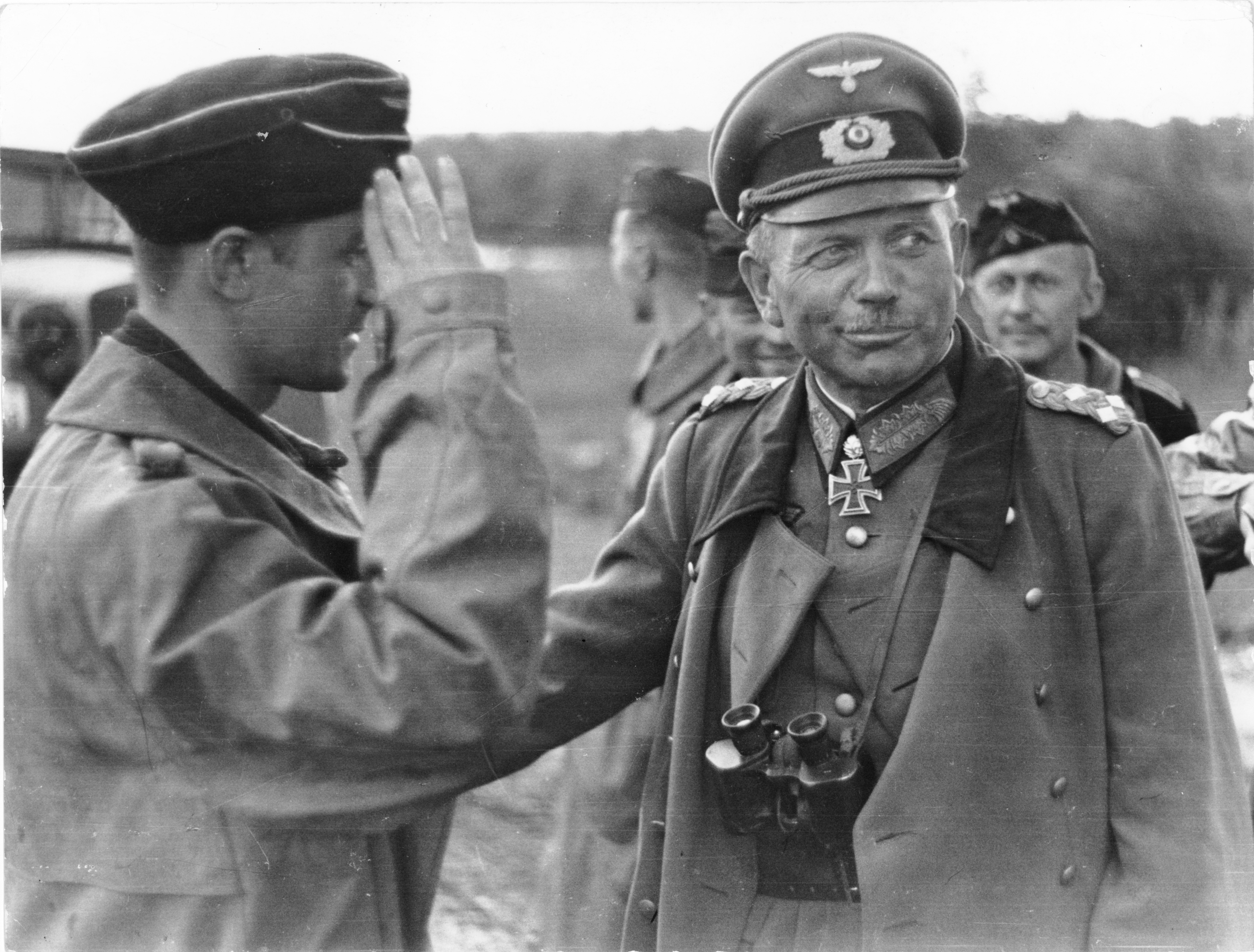
Il generale Heinz Guderian nell'estate del 1941
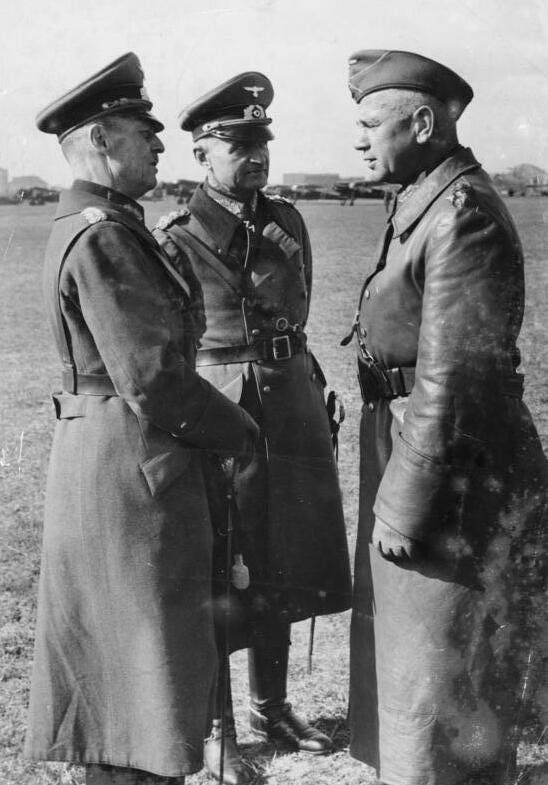
Il feldmaresciallo Gerd von Rundstedt (a sinistra), insieme al feldmaresciallo Walter von Reichenau (a destra)
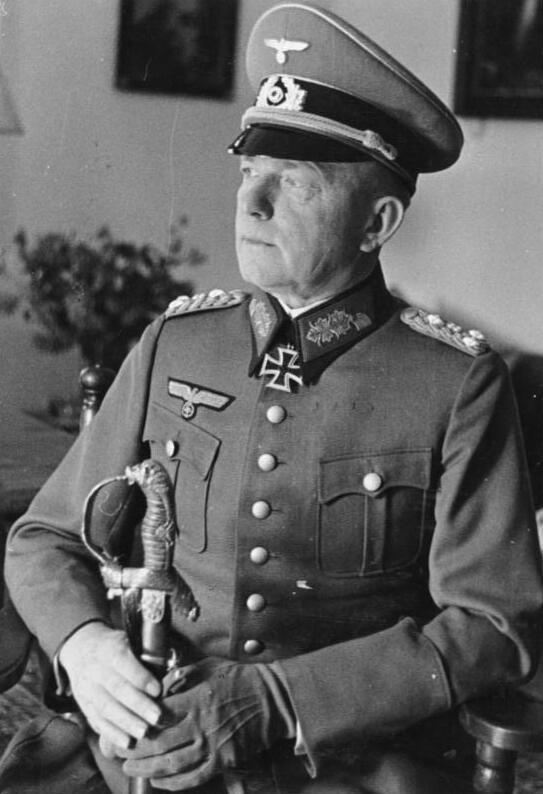
Il generale Ewald von Kleist
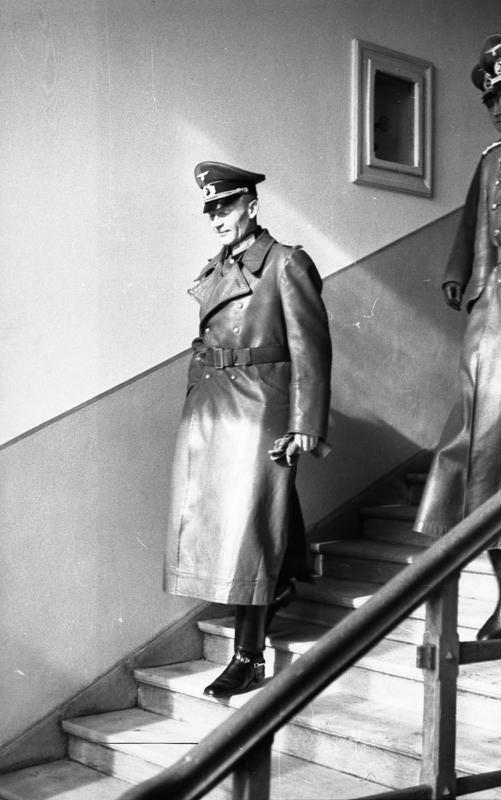
Il generale Karl-Heinrich von Stülpnagel
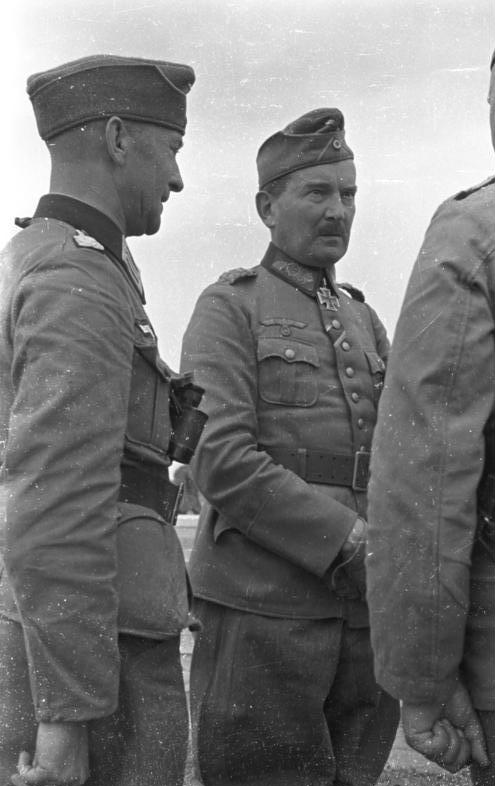
Il generale Eugen Ritter von Schobert

## Unione Sovietica
Unione Sovietica

### Fronte settentrionale
A disposizione del fronte:(tenente generale Markian Michajlovič Popov)
- 177ª divisione di fucilieri
- 191ª divisione di fucilieri
- 1º corpo meccanizzato
  - 3ª divisione corazzata
  - 163ª divisione motorizzata

#### 14ª armata (tenente generale V.A. Frolov)
- 14ª divisione di fucilieri
- 52ª divisione di fucilieri
- 1ª divisione corazzata (distaccata dal 1º Corpo meccanizzato)
- 42º corpo di fucilieri (maggiore generale R.I. Panin)
  - 104ª divisione di fucilieri
  - 122ª divisione di fucilieri

#### 7ª armata (tenente generale F.D. Gorelenko)
- 54ª divisione di fucilieri
- 71ª divisione di fucilieri
- 168ª divisione di fucilieri
- 237ª divisione di fucilieri

#### 23ª armata (maggiore generale PS. Psennikov)
- 19º corpo di fucilieri (maggiore generale M.N. Gerasimov)
  - 115ª divisione di fucilieri
  - 142ª divisione di fucilieri
- 50º corpo di fucilieri (maggiore generale V.I. Scerbakov)
  - 43ª divisione di fucilieri
  - 70ª divisione di fucilieri
  - 123ª divisione di fucilieri
- 10º corpo meccanizzato (maggiore generale I.G. Lazarev)
  - 21ª divisione corazzata
  - 24ª divisione corazzata
  - 198ª divisione motorizzata

### Fronte nord-occidentale
A disposizione del fronte:(colonnello generale Fëdor Kuznecov)
- 5º corpo aviotrasportato (maggiore generale I.S. Beruglij)
  - 9ª brigata aviotrasportata
  - 10ª brigata aviotrasportata
  - 214ª brigata aviotrasportata

#### 8ª armata (tenente generale P.P. Sobennikov)
- 10º corpo di fucilieri (maggiore generale I.F. Nikolaev)
  - 10ª divisione di fucilieri
  - 48ª divisione di fucilieri
  - 50ª divisione di fucilieri
- 11º corpo di fucilieri (maggiore generale M.S. Šurnilov)
  - 11ª divisione di fucilieri
  - 125ª divisione di fucilieri
- 12º corpo meccanizzato (maggiore generale M.M. Šestopalov)
  - 23ª divisione corazzata
  - 28ª divisione corazzata
  - 202ª divisione motorizzata

#### 11ª armata (tenente generale V.I. Morozov)
- 16º corpo di fucilieri (maggiore generale F.S. Ivanov)
  - 5ª divisione di fucilieri
  - 33ª divisione di fucilieri
  - 188ª divisione di fucilieri
- 29º corpo di fucilieri (maggiore generale A.G. Samokhin)
  - 179ª divisione di fucilieri
  - 184ª divisione di fucilieri
- 3º corpo meccanizzato (maggiore generale A.V. Kurkin)
  - 2ª divisione corazzata
  - 5ª divisione corazzata
  - 84ª divisione motorizzata
- A disposizione dell'armata:
  - 23ª divisione di fucilieri
  - 126ª divisione di fucilieri
  - 128ª divisione di fucilieri

#### 27ª armata (maggiore generale M.E. Berzarin)
- 22º corpo di fucilieri (maggiore generale M.P. Duchanov)
  - 180ª divisione di fucilieri
  - 182ª divisione di fucilieri
- 24º corpo di fucilieri (maggiore generale K. Kachalov)
  - 181ª divisione di fucilieri
  - 183ª divisione di fucilieri
- A disposizione dell'armata:
  - 16ª divisione di fucilieri
  - 67ª divisione di fucilieri

### Fronte occidentale
A disposizione del fronte:(colonnello generale Dmitrij Pavlov)
- 50ª divisione di fucilieri
- 2º corpo di fucilieri (maggiore generale A.N. Ermakov)
  - 110ª divisione di fucilieri
  - 161ª divisione di fucilieri
- 21º corpo di fucilieri (maggiore generale V.B. Borisov)
  - 17ª divisione di fucilieri
  - 24ª divisione di fucilieri
  - 37ª divisione di fucilieri
- 44º corpo di fucilieri (maggiore generale V.A. Juškevič)
  - 64ª divisione di fucilieri
  - 108ª divisione di fucilieri
- 47º corpo di fucilieri (maggiore generale S.I. Povetkin)
  - 55ª divisione di fucilieri
  - 121ª divisione di fucilieri
  - 143ª divisione di fucilieri
- 4º corpo aviotrasportato (maggiore generale A.S. Žadov)
  - 7ª brigata aviotrasportata
  - 8ª brigata aviotrasportata
  - 214ª brigata aviotrasportata
- 17º corpo meccanizzato (maggiore generale M.P. Petrov)
  - 27ª divisione corazzata
  - 36ª divisione corazzata
  - 209ª divisione motorizzata
- 20º corpo meccanizzato (maggiore generale A.G. Nikitin)
  - 26ª divisione corazzata
  - 38ª divisione corazzata
  - 210ª divisione motorizzata

#### 3ª armata (tenente generale V.I. Kuznecov)
- 4º corpo di fucilieri
  - 27ª divisione di fucilieri
  - 56ª divisione di fucilieri
  - 85ª divisione di fucilieri
- 11º corpo meccanizzato (maggiore generale  D.K. Mostovenko)
  - 29ª divisione corazzata
  - 33ª divisione corazzata
  - 204ª divisione motorizzata

#### 4ª armata (maggiore generale A.A. Korobkov)
- 28º corpo di fucilieri (maggiore generale V.S. Popov)
  - 6ª divisione di fucilieri
  - 42ª divisione di fucilieri
  - 49ª divisione di fucilieri
  - 75ª divisione di fucilieri
- 14º corpo meccanizzato (maggiore generale S.I. Oborin)
  - 22ª divisione corazzata
  - 30ª divisione corazzata
  - 205ª divisione motorizzata

#### 10ª armata (maggiore generale K.D. Golubev)
- 1º corpo di fucilieri (maggiore generale F.D. Rubtzev)
  - 2ª divisione di fucilieri
  - 8ª divisione di fucilieri
- 5º corpo di fucilieri (maggiore generale A.V. Garmov)
  - 13ª divisione di fucilieri
  - 86ª divisione di fucilieri
  - 113ª divisione di fucilieri
- 6º corpo di cavalleria (maggiore generale  I.S. Nikitin)
  - 6ª divisione di cavalleria
  - 36ª divisione di cavalleria
- 6º corpo meccanizzato (maggiore generale M.G. Khažkilevič)
  - 4ª divisione corazzata
  - 7ª divisione corazzata
  - 29ª divisione motorizzata
- 13º corpo meccanizzato (maggiore generale P.N. Akhljustin)
  - 25ª divisione corazzata
  - 31ª divisione corazzata
  - 208ª divisione motorizzata
- A disposizione dell'armata:
  - 155ª divisione di fucilieri

### Fronte sud-occidentale
A disposizione del fronte:(tenente generale Michail Petrovič Kirponos)
- 31º corpo di fucilieri (maggiore generale A.I. Lopatin)
  - 193ª divisione di fucilieri
  - 195ª divisione di fucilieri
  - 200ª divisione di fucilieri
- 36º corpo di fucilieri (maggiore generale P.V. Sisoev)
  - 140ª divisione di fucilieri
  - 146ª divisione di fucilieri
  - 228ª divisione di fucilieri
- 49º corpo di fucilieri (maggiore generale I.A. Kornilov)
  - 190ª divisione di fucilieri
  - 197ª divisione di fucilieri
  - 199ª divisione di fucilieri
- 55º corpo di fucilieri (maggiore generale K.A. Koroteev)
  - 130ª divisione di fucilieri
  - 169ª divisione di fucilieri
  - 189ª divisione di fucilieri
- 1º corpo aviotrasportato (maggiore generale M.A. Usenko)
  - 1ª brigata aviotrasportata
  - 204ª brigata aviotrasportata
  - 211ª brigata aviotrasportata
- 19º corpo meccanizzato (maggiore generale N.V. Feklenko)
  - 40ª divisione corazzata
  - 43ª divisione corazzata
  - 213ª divisione motorizzata
- 24º corpo meccanizzato (maggiore generale V.I. Cistyakov)
  - 45ª divisione corazzata
  - 49ª divisione corazzata
  - 216ª divisione motorizzata

#### 5ª armata (maggiore generale M.I. Potapov)
- 15º corpo di fucilieri (maggiore generale I.I. Fedjuniskij)
  - 45ª divisione di fucilieri
  - 62ª divisione di fucilieri
- 27º corpo di fucilieri (maggiore generale P.D. Artemenko)
  - 87ª divisione di fucilieri
  - 124ª divisione di fucilieri
  - 135ª divisione di fucilieri
- 9º corpo meccanizzato (maggiore generale Konstantin K. Rokossovskij)
  - 20ª divisione corazzata
  - 35ª divisione corazzata
  - 131ª divisione motorizzata
- 22º corpo meccanizzato (maggiore generale S.M. Kondrusev)
  - 19ª divisione corazzata
  - 41ª divisione corazzata
  - 215ª divisione motorizzata

#### 6ª armata (tenente generale I.N. Muzjšenko)
- 6º corpo di fucilieri (maggiore generale I.I. Alekseev)
  - 41ª divisione di fucilieri
  - 97ª divisione di fucilieri
  - 159ª divisione di fucilieri
- 37º corpo di fucilieri (brigadiere generale S.P. Zibin)
  - 80ª divisione di fucilieri
  - 139ª divisione di fucilieri
  - 141ª divisione di fucilieri
- 5º corpo di cavalleria (maggiore generale F.V. Kamkov)
  - 3ª divisione di cavalleria
  - 14ª divisione di cavalleria
- 4º corpo meccanizzato (maggiore generale Andrej Andreevič Vlasov)
  - 8ª divisione corazzata
  - 32ª divisione corazzata
  - 81ª divisione motorizzata
- 15º corpo meccanizzato (maggiore generale I.I. Karpezo)
  - 10ª divisione corazzata
  - 37ª divisione corazzata
  - 212ª divisione motorizzata

#### 12ª armata (maggiore generale P.G. Ponedelin)
- 13º corpo di fucilieri (maggiore generale N.K. Kirillov)
  - 44ª divisione di fucilieri
  - 58ª divisione di fucilieri
  - 192ª divisione di fucilieri
- 17º corpo di fucilieri (maggiore generale I.V. Galanin)
  - 60ª divisione da montagna
  - 69ª divisione da montagna
  - 164ª divisione di fucilieri
- 16º corpo meccanizzato (brigadiere generale A.D. Sokolov)
  - 15ª divisione corazzata
  - 39ª divisione corazzata
  - 240ª divisione motorizzata

#### 26ª armata (tenente generale F.Ya. Kostenko)
- 8º corpo di fucilieri (maggiore generale M.G. Snegov)
  - 99ª divisione di fucilieri
  - 173ª divisione di fucilieri
  - 72ª divisione da montagna
- 8º corpo meccanizzato (tenente generale D.I. Ryabijšev)
  - 12ª divisione corazzata
  - 34ª divisione corazzata
  - 7ª divisione motorizzata

### Fronte meridionale
A disposizione del fronte:(tenente generale Ivan Vladimirovič Tjulenev)
- 7º corpo di fucilieri (maggiore generale K.L. Dobroserdov)
  - 116ª divisione di fucilieri
  - 196ª divisione di fucilieri
  - 206ª divisione di fucilieri
- 9º corpo di fucilieri (maggiore generale V.A. Batov)
  - 156ª divisione di fucilieri
  - 32ª divisione di cavalleria
- 3º corpo aviotrasportato (maggiore generale V.A. Glazunov)
  - 5ª brigata aviotrasportata
  - 6ª brigata aviotrasportata
  - 212ª brigata aviotrasportata
  - 47ª divisione di fucilieri

#### 11ª armata (tenente generale Ja.T. Čerevičenko)
- 14º corpo di fucilieri (maggiore generale D.G. Egorov)
  - 25ª divisione di fucilieri
  - 51ª divisione di fucilieri
- 35º corpo di fucilieri (brigadiere generale I.F. Dašičev)
  - 95ª divisione di fucilieri
  - 176ª divisione di fucilieri
- 48º corpo di fucilieri (maggiore generale R.Ja. Malinovskij)
  - 74ª divisione di fucilieri
  - 150ª divisione di fucilieri
  - 30ª divisione da montagna
- 2º corpo di cavalleria (maggiore generale P.A. Belov)
  - 5ª divisione di cavalleria
  - 9ª divisione di cavalleria
- 2º corpo meccanizzato (tenente generale J.V. Novoselskij)
  - 11ª divisione corazzata
  - 16ª divisione corazzata
  - 15ª divisione motorizzata
- 18º corpo meccanizzato (maggiore generale P.V. Volok')
  - 44ª divisione corazzata
  - 47ª divisione corazzata
  - 218ª divisione motorizzata